# Curcy-sur-Orne
Curcy-sur-Orne (Ausspracheⓘ) ist eine ehemalige französische Gemeinde mit zuletzt 476 Einwohnern (Stand: 1. Januar 2013) im Département Calvados in der Region Normandie. Am 1. Januar 2016 wurde Curcy-sur-Orne im Zuge einer Gebietsreform zusammen mit vier benachbarten Gemeinden als Ortsteil in die neue Gemeinde Thury-Harcourt-le-Hom eingegliedert. Die Einwohner werden als Curçois bezeichnet werden.

## Geografie
Curcy-sur-Orne liegt rund 25 km südwestlich von Caen und 28 km nordwestlich von Falaise. Umgeben wird der Ortsteil von La Caine im Norden, Ouffières im Nordosten, Croisilles im Osten, Thury-Harcourt, ebenfalls Teil wie auch Hauptsitz von Thury-Harcourt-le-Hom, im Südosten, Saint-Martin-de-Sallen, auch Teil von Thury-Harcourt-le-Hom, im Süden, Hamars, auch Thury-Harcourt-le-Hom, im Südwesten, Bonnemaison im Westen sowie Courvaudon in nordwestlicher Richtung.

## Bevölkerungsentwicklung
| Jahr                             | 1793 | 1836 | 1876 | 1926 | 1946 | 1968 | 1990 | 2013 |
| Einwohner                        | 895  | 758  | 669  | 392  | 366  | 292  | 327  | 476  |
| Quelle: Cassini, EHESS und INSEE |      |      |      |      |      |      |      |      |

## Sehenswürdigkeiten
- Kirche Saint-Jean-Baptiste
- Kapelle aus dem 19. Jahrhundert

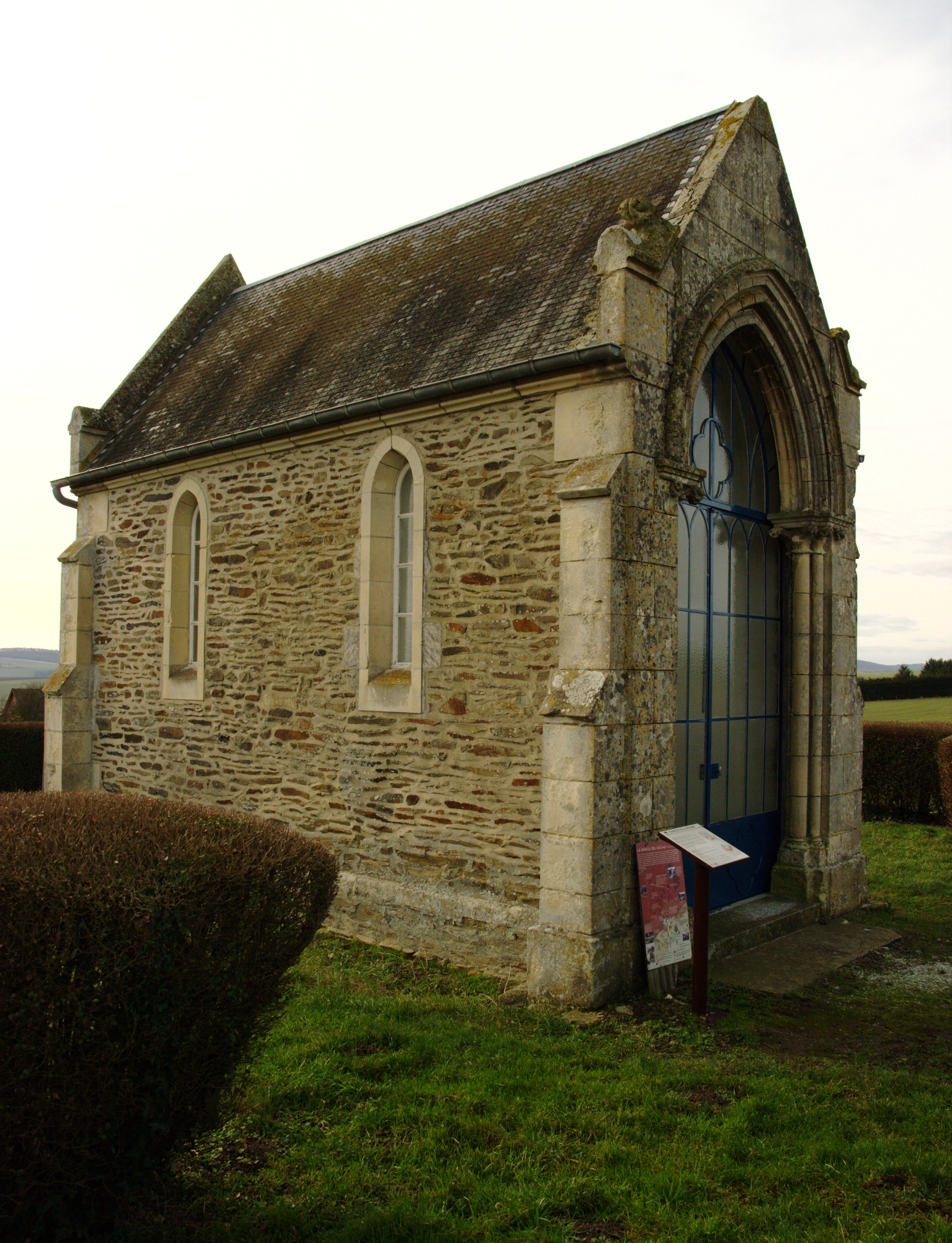
Kapelle

- Mehrere Schlösser aus dem 14.–17. Jahrhundert